# Lumbres
Lumbres és un municipi francès situat al departament del Pas de Calais i a la regió dels Alts de França. L'any 2007 tenia 3.744 habitants.

## Demografia

### Població
El 2007 la població de fet de Lumbres era de 3.744 persones. Hi havia 1.536 famílies de les quals 436 eren unipersonals (192 homes vivint sols i 244 dones vivint soles), 444 parelles sense fills, 484 parelles amb fills i 172 famílies monoparentals amb fills.
La població ha evolucionat segons el següent gràfic:
Habitants censats

### Habitatges
El 2007 hi havia 1.610 habitatges, 1.546 eren l'habitatge principal de la família, 11 eren segones residències i 53 estaven desocupats. 1.410 eren cases i 195 eren apartaments. Dels 1.546 habitatges principals, 873 estaven ocupats pels seus propietaris, 618 estaven llogats i ocupats pels llogaters i 55 estaven cedits a títol gratuït; 21 tenien una cambra, 96 en tenien dues, 187 en tenien tres, 317 en tenien quatre i 925 en tenien cinc o més. 1.103 habitatges disposaven pel capbaix d'una plaça de pàrquing. A 733 habitatges hi havia un automòbil i a 510 n'hi havia dos o més.

### Piràmide de població
La piràmide de població per edats i sexe el 2009 era:
| Homes | Edats   | Dones |
| ----- | ------- | ----- |
| 0     | 95 o +  | 1     |
| 1     | 90 a 94 | 11    |
| 18    | 85 a 89 | 31    |
| 15    | 80 a 84 | 41    |
| 39    | 75 a 79 | 69    |
| 56    | 70 a 74 | 93    |
| 115   | 65 a 69 | 110   |
| 43    | 60 a 64 | 118   |
| 82    | 55 a 59 | 67    |
| 144   | 50 a 54 | 142   |
| 145   | 45 a 49 | 166   |
| 142   | 40 a 44 | 118   |
| 141   | 35 a 39 | 93    |
| 178   | 30 a 34 | 128   |
| 132   | 25 a 29 | 202   |
| 190   | 20 a 24 | 108   |
| 144   | 15 a 19 | 157   |
| 171   | 10 a 14 | 145   |
| 126   | 5 a 9   | 121   |
| 130   | 0 a 4   | 100   |

## Economia
El 2007 la població en edat de treballar era de 2.423 persones, 1.576 eren actives i 847 eren inactives. De les 1.576 persones actives 1.343 estaven ocupades (811 homes i 532 dones) i 233 estaven aturades (91 homes i 142 dones). De les 847 persones inactives 233 estaven jubilades, 221 estaven estudiant i 393 estaven classificades com a «altres inactius».

### Ingressos
El 2009 a Lumbres hi havia 1.525 unitats fiscals que integraven 3.750 persones, la mediana anual d'ingressos fiscals per persona era de 14.488 €.

### Activitats econòmiques
Dels 199 establiments que hi havia el 2007, 6 eren d'empreses extractives, 6 d'empreses alimentàries, 7 d'empreses de fabricació d'altres productes industrials, 16 d'empreses de construcció, 49 d'empreses de comerç i reparació d'automòbils, 8 d'empreses de transport, 15 d'empreses d'hostatgeria i restauració, 11 d'empreses financeres, 9 d'empreses immobiliàries, 22 d'empreses de serveis, 33 d'entitats de l'administració pública i 17 d'empreses classificades com a «altres activitats de serveis».
Dels 56 establiments de servei als particulars que hi havia el 2009, 1 era una oficina d'administració d'Hisenda pública, 1 gendarmeria, 1 oficina de correu, 5 oficines bancàries, 4 funeràries, 4 tallers de reparació d'automòbils i de material agrícola, 1 taller d'inspecció tècnica de vehicles, 3 autoescoles, 1 paleta, 2 guixaires pintors, 2 fusteries, 4 lampisteries, 3 electricistes, 3 empreses de construcció, 8 perruqueries, 2 veterinaris, 7 restaurants, 2 agències immobiliàries, 1 tintoreria i 1 saló de bellesa.
Dels 32 establiments comercials que hi havia el 2009, 1 era, 1 un hipermercat, 2 botigues de més de 120 m², 2 botiges de menys de 120 m², 5 fleques, 3 carnisseries, 1 una botiga de congelats, 1 una peixateria, 4 botigues de roba, 1 una botiga de roba, 1 una botiga d'equipament de la llar, 1 una sabateria, 1 una botiga d'electrodomèstics, 1 una botiga de material esportiu, 3 drogueries, 1 una perfumeria i 3 floristeries.
L'any 2000 a Lumbres hi havia 16 explotacions agrícoles que ocupaven un total de 259 hectàrees.

## Equipaments sanitaris i escolars
El 2009 hi havia 2 farmàcies i 2 ambulàncies.
El 2009 hi havia 2 escoles maternals i 3 escoles elementals. A Lumbres hi havia 2 col·legis d'educació secundària i 1 liceu tecnològic. Als col·legis d'educació secundària hi havia 1.045 alumnes i als liceus tecnològics 364.

## Poblacions més properes
El següent diagrama mostra les poblacions més properes.